# Faint
"Faint" é uma música da banda de rock americana Linkin Park de seu segundo álbum de estúdio, Meteora. A música foi lançada como segundo single do álbum em 9 de junho de 2003, e é a sétima faixa. Ele entrou no top trinta na maioria das paradas em que apareceu. No Hot 100, alcançou a posição # 48. A música alcançou o primeiro lugar no US Modern Rock Tracks, tornando-se o terceiro hit número um da banda nas paradas. A música mais tarde seria apresentada no EP mashup do grupo com Jay-Z, Collision Course, onde foi misturada com a letra da música Nigga What from Vol. 2... Hard Knock Life.
"Faint" é considerada uma das canções mais icônicas e regravadas do Linkin Park, com sua introdução e riff de guitarra primário sendo amplamente reconhecíveis.

## Visão geral
Esta música foi lançada como dois singles, "Faint 1" e "Faint 2". Eles diferiam na cor da capa e na lista de faixas ("Faint 1" é azul , e "Faint 2" é uma mistura marrom-esverdeada). "Faint 1" também foi lançada como uma versão canadense que inclui as faixas, mas não inclui o videoclipe . "Faint 1" lista a duração de "Lying from You" como 3:43, mas na verdade é 3:04. "One Step Closer", em "Faint 2", tem 3:43 de duração. Uma amostra promocional foi dada aos membros da equipe de rua e alguns membros do LPU, o fã-clube oficial da banda. Uma demo para a música pode ser encontrada no lançamento do Underground 9.0 Fan Club. Ela apresenta Mike Shinoda fazendo rap com letras diferentes, com apenas algumas contribuições de apoio de Chester Bennington. Uma versão ao vivo da faixa foi apresentada como um lado B de "What I've Done".
O sucesso deste single, e o sucesso do mashup "Numb/Encore" do Linkin Park com Jay-Z, levou a MTV a produzir um mashup de "Faint" com "Toxic" de Britney Spears. Isso foi feito pelo DJ Rob Boskamp e pode ser encontrado no CD MTV Mash Up - Amazing Remixes! da MTV.

## Faixas

### CD 1
1. "Faint"
2. "Lying from You" (ao vivo em um tour no ano de 2003)

#### Bônus
1. "Somewhere I Belong" (videoclipe)

### CD 2
1. "Faint"
2. "One Step Closer" (ao vivo em um tour no ano de 2003)

#### Bônus
1. "Faint (ao vivo)" (videoclipe)

## Posição nas paradas
| Chart (2003)           | Melhor posição |
| ---------------------- | -------------- |
| Billboard Hot 100      | 48             |
| Alternative Songs      | 1              |
| Mainstream Rock Tracks | 2              |